# Fussballclub Thun 1898 2004-2005
Questa voce raccoglie le informazioni riguardanti il Fussballclub Thun 1898 nelle competizioni ufficiali della stagione 2004-2005.

## Stagione
Nella stagione 2004-2005 il Thun, allenato da Hanspeter Latour e Urs Schönenberger, concluse il campionato di Super League al 2º posto. In Coppa Svizzera il Thun fu eliminato ai quarti di finale dal Young Boys. In Coppa Intertoto il Thun fu eliminato al terzo turno dall'Amburgo.

## Rosa
| N. |                      | Ruolo | Calciatore      |
| -- | -------------------- | ----- | --------------- |
| 1  | Svizzera (bandiera)  | P     | Fabio Coltorti  |
| 2  | Svizzera (bandiera)  | D     | Sandro Galli    |
| 4  | Svizzera (bandiera)  | D     | Sehid Sinani    |
| 5  | Australia (bandiera) | D     | Ljubo Miličević |
| 6  | Svizzera (bandiera)  | C     | Michel Renggli  |
| 7  | Svizzera (bandiera)  | D     | Pascal Cerrone  |
| 8  | Brasile (bandiera)   | A     | Gelson          |
| 10 | Camerun (bandiera)   | A     | Samuel Ojong    |
| 11 | Svizzera (bandiera)  | C     | Andres Gerber   |
| 12 | Camerun (bandiera)   | D     | Armand Deumi    |
| 13 | Svizzera (bandiera)  | C     | Fabian Stoller  |

| N. |                       | Ruolo | Calciatore          |
| -- | --------------------- | ----- | ------------------- |
| 14 | Svizzera (bandiera)   | C     | Nenad Savić         |
| 16 | Svizzera (bandiera)   | C     | Mario Raimondi      |
| 17 | Svizzera (bandiera)   | A     | Adrian Moser        |
| 18 | Svizzera (bandiera)   | P     | Alain Portmann      |
| 19 | Svizzera (bandiera)   | C     | Silvan Aegerter     |
| 20 | Svizzera (bandiera)   | A     | Mauro Lustrinelli   |
| 21 | Portogallo (bandiera) | C     | Nelson Ferreira     |
| 22 | Spagna (bandiera)     | D     | David Pallas        |
| 23 | Svizzera (bandiera)   | D     | Lukas Schenkel      |
| 26 | Svizzera (bandiera)   | D     | Selver Hodžić       |
| 29 | Svizzera (bandiera)   | C     | Baykal Kulaksızoğlu |

## Organigramma societario
Area tecnica
- Allenatore: Urs Schönenberger
- Allenatore in seconda: Adrian Kunz
- Preparatore dei portieri:
- Preparatori atletici:

## Calciomercato

### Sessione estiva
| Acquisti | Acquisti       | Acquisti        | Acquisti |
| R.       | Nome           | da              | Modalità |
| -------- | -------------- | --------------- | -------- |
| A        | Samuel Ojong   | Neuchâtel Xamax |          |
| P        | Alain Portmann | Yverdon         |          |
| D        | Lukas Schenkel | Münsingen       |          |

| Cessioni | Cessioni         | Cessioni        | Cessioni |
| R.       | Nome             | a               | Modalità |
| -------- | ---------------- | --------------- | -------- |
| D        | Mathias Fahrni   | Grenchen        |          |
| A        | Israel Rodríguez | Baulmes         |          |
| D        | Patrick Baumann  | Neuchâtel Xamax |          |
| P        | Peter Kobel      | Young Boys      |          |
| A        | Milaim Rama      | Augusta         |          |

### Sessione invernale
| Acquisti | Acquisti     | Acquisti   | Acquisti |
| R.       | Nome         | da         | Modalità |
| -------- | ------------ | ---------- | -------- |
| A        | Gelson       | Bellinzona |          |
| D        | David Pallas | Zurigo     |          |

| Cessioni | Cessioni                  | Cessioni  | Cessioni |
| R.       | Nome                      | a         | Modalità |
| -------- | ------------------------- | --------- | -------- |
| C        | Antônio Carlos dos Santos | Sciaffusa |          |
| D        | Reto Zanni                | Basilea   |          |

## Risultati

### Super League

#### Prima fase, girone di andata
| Arbitro: | Bertolini |

|                                        |           |  |
| Aegerter 59’ Lustrinelli 67’ Ojong 84’ | Marcatori |  |

| Arbitro: | Petignat |

|  |           |                  |
|  | Marcatori | 67’ Kulaksızoğlu |

| Arbitro: | Kever |

|         |           |  |
| Nef 16’ | Marcatori |  |

| Arbitro: | Rutz |

|                                 |           |             |
| Lustrinelli 11’ Gerber 52’, 80’ | Marcatori | 63’ Häberli |

| Arbitro: | Circhetta |

|  |           |                   |
|  | Marcatori | 31’ (rig.) Santos |

| Arbitro: | Salm |

|             |           |            |
| Renggli 46’ | Marcatori | 57’ Sutter |

| Zurigo 28 agosto 2004, ore 19:30 CEST 7ª giornata | Grasshoppers | 0 – 0 referto | Thun | Hardturm (5 500 spett.)\| Arbitro: \| Leuba \| |
| Arbitro:                                          | Leuba        |               |      |                                                |

| Arbitro: | Zimmermann |

|                                   |           |  |
| Lustrinelli 30’, 57’ Raimondi 52’ | Marcatori |  |

| Arbitro: | Meier |

|                                              |           |            |
| Gerber 36’, 46’ Raimondi 66’ Lustrinelli 87’ | Marcatori | 20’ Petrić |

#### Prima fase, girone di ritorno
| Arbitro: | Circhetta |

|                                      |           |                |
| Paulo 20’ Valdivia 90’ Balthazar 90’ | Marcatori | 5’ Lustrinelli |

| Thun 3 ottobre 2004, ore 16:15 CEST 11ª giornata | Thun     | 0 – 0 referto | Aarau | Stadion Lachen (5 100 spett.)\| Arbitro: \| Petignat \| |
| Arbitro:                                         | Petignat |               |       |                                                         |

| Arbitro: | Laperrière |

|  |           |              |
|  | Marcatori | 60’ Di Jorio |

| Arbitro: | Einwaller |

|                           |           |                 |
| Chapuisat 24’ Häberli 43’ | Marcatori | 63’ Lustrinelli |

| Arbitro: | Meier |

|                              |           |          |
| Aegerter 37’ Lustrinelli 84’ | Marcatori | 47’ Calo |

| Arbitro: | Rogalla |

|                                    |           |            |
| Pavlovic 8’ Tachie-Mensah 42’, 83’ | Marcatori | 25’ Hodžić |

| Arbitro: | Salm |

|  |           |           |
|  | Marcatori | 90’ Touré |

| Arbitro: | Circhetta |

|  |           |                        |
|  | Marcatori | 63’ Gerber 89’ Renggli |

| Arbitro: | Meier |

|                                 |           |                                     |
| Delgado 6’ Kléber 22’ Rossi 38’ | Marcatori | 5’ Gerber 62’ Aegerter 73’ Raimondi |

#### Seconda fase, girone di andata
| Arbitro: | Rutz |

|                           |           |                                                    |
| de Napoli 61’ Häberli 77’ | Marcatori | 4’ Aegerter 8’ Gelson 47’ Raimondi 52’ Lustrinelli |

| Arbitro: | Laperrière |

|                                                        |           |          |
| Lustrinelli 43’, 58’ (rig.) Gerber 69’ Gelson 74’, 88’ | Marcatori | 34’ Ilie |

| 21ª giornata |  | – turno di riposo |  |  |

| Arbitro: | Busacca |

|           |           |                            |
| Callà 13’ | Marcatori | 24’ Lustrinelli 33’ Gerber |

| Arbitro: | Rutz |

|                                 |           |  |
| Gelson 17’ Lustrinelli 73’, 80’ | Marcatori |  |

| Arbitro: | Laperrière |

|             |           |  |
| Eduardo 34’ | Marcatori |  |

| Arbitro: | Petignat |

|  |           |               |
|  | Marcatori | 16’ Miličević |

| Arbitro: | Kever |

|                      |           |                    |
| Deumi 23’ Gelson 55’ | Marcatori | 33’ (aut.) Cerrone |

| Arbitro: | Nobs |

|           |           |                                                                               |
| Bieli 70’ | Marcatori | 20’ Renggli 34’ Raimondi 68’, 88’ Gelson 74’ Pallas 78’ Lustrinelli 90’ Moser |

#### Seconda fase, girone di ritorno
| Arbitro: | Etter |

|                                                       |           |  |
| Gelson 8’, 66’ Lustrinelli 28’ Renggli 36’ Gerber 41’ | Marcatori |  |

| La Chaux-de-Fonds 14 maggio 2005, ore 19:30 CEST 29ª giornata | Neuchâtel Xamax | 0 – 0 referto | Thun | Stadio di la Charrière (3 100 spett.)\| Arbitro: \| Wildhaber \| |
| Arbitro:                                                      | Wildhaber       |               |      |                                                                  |

| Arbitro: | Zimmermann |

|                                             |           |  |
| Lustrinelli 17’, 72’ Renggli 41’ Gelson 82’ | Marcatori |  |

| Arbitro: | Leuba |

|                             |           |                                                              |
| Renggli 26’ Lustrinelli 86’ | Marcatori | 3’ Rogério 16’, 54’ Eduardo 33’ Hürlimann 61’ (rig.) Cabanas |

| Arbitro: | Petignat |

|                                                        |           |             |
| Rossi 41’ (rig.), 80’ (rig.) Delgado 57’ Smiljanić 90’ | Marcatori | 72’ Renggli |

| Arbitro: | Nobs |

|           |           |               |
| Deumi 45’ | Marcatori | 28’ Chapuisat |

| Arbitro: | Salm |

|                                                           |           |                             |
| Di Jorio 16’, 70’ Keita 24’, 87’ Margairaz 28’ Tarone 44’ | Marcatori | 3’, 91’ Raimondi 34’ Gelson |

| Arbitro: | Rogalla |

|                                          |           |             |
| Raimondi 5’ Lustrinelli 46’ Ferreira 87’ | Marcatori | 57’ Marazzi |

| 36ª giornata |  | – turno di riposo |  |  |

### Coppa Svizzera
| 18 settembre 2004, ore 19:00 CEST Primo turno | Bienne | 0 – 2 | Thun |  |

| 23 ottobre 2004, ore 16:00 CEST Secondo turno | FC Massongex | 0 – 8 | Thun |  |

| 20 novembre 2004, ore 17:30 CET Ottavi di finale | Thun                 | ? – ? | Basilea |  |
| \| \| \| \| \| \| Tiri di rigore 4 – 3 \| \|     |                      |       |         |  |
|                                                  |                      |       |         |  |
|                                                  | Tiri di rigore 4 – 3 |       |         |  |

| 13 febbraio 2005, ore 14:30 CET Quarti di finale | Young Boys | 2 – 0 | Thun |  |

### Coppa Intertoto
| Arbitro: | Paixão |

|                              |           |  |
| Lustrinelli 63’ Raimondi 65’ | Marcatori |  |

| Bistrița 27 giugno 2004, ore 16:00 CEST Primo turno - ritorno | Gloria Bistrița | 0 – 0 referto | Thun | Stadionul Municipal Gloria\| Arbitro: \| Bebek \| |
| Arbitro:                                                      | Bebek           |               |      |                                                   |

| Arbitro: | Stredák |

|                        |           |                                         |
| Schnoor 75’ Präger 88’ | Marcatori | 15’ Kulaksızoğlu 60’ Ojong 71’ Raimondi |

| Arbitro: | Haverkort |

|                                                     |           |            |
| Lustrinelli 21’ Renggli 35’ Santos 42’ Raimondi 45’ | Marcatori | 78’ Sarpei |

| Arbitro: | Dereli |

|                                |           |                |
| Santos 28’ Raimondi 31’ (rig.) | Marcatori | 50’, 85’ Romeo |

| Arbitro: | Garibian |

|                          |           |           |
| Romeo 2’, 72’ Mpenza 66’ | Marcatori | 81’ Moser |

## Statistiche

### Statistiche di squadra
| Competizione    | Punti | In casa | In casa | In casa | In casa | In casa | In casa | In trasferta | In trasferta | In trasferta | In trasferta | In trasferta | In trasferta | Totale | Totale | Totale | Totale | Totale | Totale | DR  |
| Competizione    | Punti | G       | V       | N       | P       | Gf      | Gs      | G            | V            | N            | P            | Gf           | Gs           | G      | V      | N      | P      | Gf     | Gs     | DR  |
| --------------- | ----- | ------- | ------- | ------- | ------- | ------- | ------- | ------------ | ------------ | ------------ | ------------ | ------------ | ------------ | ------ | ------ | ------ | ------ | ------ | ------ | --- |
| Super League    | 60    | 17      | 11      | 3       | 3       | 41      | 15      | 17           | 7            | 3            | 7            | 28           | 27           | 34     | 18     | 6      | 10     | 69     | 42     | +27 |
| Coppa Svizzera  | -     | 1       | 0       | 1       | 0       | 0       | 0       | 3            | 2            | 0            | 1            | 10           | 2            | 4      | 2      | 1      | 1      | 10     | 2      | +8  |
| Coppa Intertoto | -     | 2       | 1       | 1       | 0       | 6       | 3       | 2            | 1            | 0            | 1            | 4            | 5            | 4      | 2      | 1      | 1      | 10     | 8      | +2  |
| Totale          | 60    | 20      | 12      | 5       | 3       | 47      | 18      | 22           | 10           | 3            | 9            | 42           | 34           | 42     | 22     | 8      | 12     | 89     | 52     | +37 |

### Andamento in campionato
| Giornata  | 1 | 2 | 3 | 4 | 5 | 6 | 7 | 8 | 9 | 10 | 11 | 12 | 13 | 14 | 15 | 16 | 17 | 18 | 19 | 20 | 21 | 22 | 23 | 24 | 25 | 26 | 27 | 28 | 29 | 30 | 31 | 32 | 33 | 34 | 35 | 36 |
| --------- | - | - | - | - | - | - | - | - | - | -- | -- | -- | -- | -- | -- | -- | -- | -- | -- | -- | -- | -- | -- | -- | -- | -- | -- | -- | -- | -- | -- | -- | -- | -- | -- | -- |
| Luogo     | C | T | T | C | T | C | T | C | C | T  | C  | C  | T  | C  | T  | C  | T  | T  | T  | C  |    | T  | C  | T  | T  | C  | T  | C  | T  | C  | C  | T  | C  | T  | C  |    |
| Risultato | V | V | P | V | V | N | N | V | V | P  | N  | P  | P  | V  | P  | P  | V  | N  | V  | V  |    | V  | V  | P  | V  | V  | V  | V  | N  | V  | P  | P  | N  | P  | V  |    |
| Posizione | 2 | 1 | 3 | 2 | 1 | 1 | 2 | 2 | 1 | 1  | 2  | 2  | 2  | 2  | 3  | 3  | 3  | 2  | 2  | 2  | 2  | 2  | 2  | 2  | 2  | 2  | 2  | 1  | 2  | 2  | 2  | 2  | 2  | 2  | 2  | 2  |

Legenda:

Luogo: C = Casa; T = Trasferta. Risultato: V = Vittoria; N = Pareggio; P = Sconfitta.

### Statistiche dei giocatori
| Giocatore       | Super League | Super League | Super League | Super League | Coppa Intertoto | Coppa Intertoto | Coppa Intertoto | Coppa Intertoto | Totale   | Totale | Totale      | Totale     |
| Giocatore       | Presenze     | Reti         | Ammonizioni  | Espulsioni   | Presenze        | Reti            | Ammonizioni     | Espulsioni      | Presenze | Reti   | Ammonizioni | Espulsioni |
| --------------- | ------------ | ------------ | ------------ | ------------ | --------------- | --------------- | --------------- | --------------- | -------- | ------ | ----------- | ---------- |
| S. Aegerter     | 32           | 4            | 3            | 0            | 6               | 0               | 0               | 0               | 38       | 4      | 3           | 0          |
| P. Baumann      | 0            | 0            | 0            | 0            | 1               | 0               | 0               | 0               | 1        | 0      | 0           | 0          |
| P. Cerrone      | 31           | 0            | 7            | 0            | 6               | 0               | 0               | 0               | 37       | 0      | 7           | 0          |
| F. Coltorti     | 33           | 0            | 2            | 0            | 6               | 0               | 0               | 0               | 39       | 0      | 2           | 0          |
| A. Deumi        | 32           | 2            | 7            | 0            | 6               | 0               | 1               | 0               | 38       | 2      | 8           | 0          |
| M. Fahrni       | 0            | 0            | 0            | 0            | 1               | 0               | 0               | 0               | 1        | 0      | 0           | 0          |
| N. Ferreira     | 26           | 1            | 4            | 0            | 6               | 0               | 1               | 0               | 32       | 1      | 5           | 0          |
| S. Galli        | 2            | 0            | 0            | 0            | 0               | 0               | 0               | 0               | 2        | 0      | 0           | 0          |
| G. Gelson       | 15           | 11           | 0            | 0            | 0               | 0               | 0               | 0               | 15       | 11     | 0           | 0          |
| A. Gerber       | 32           | 9            | 3            | 0            | 6               | 0               | 0               | 0               | 38       | 9      | 3           | 0          |
| S. Hodžić       | 27           | 1            | 2            | 0            | 6               | 0               | 1               | 0               | 33       | 1      | 3           | 0          |
| B. Kulaksızoğlu | 27           | 1            | 9            | 0            | 5               | 1               | 0               | 0               | 32       | 2      | 9           | 0          |
| M. Lustrinelli  | 30           | 20           | 2            | 0            | 6               | 2               | 0               | 0               | 36       | 22     | 2           | 0          |
| L. Miličević    | 14           | 1            | 5            | 0            | 0               | 0               | 0               | 0               | 14       | 1      | 5           | 0          |
| A. Moser        | 19           | 1            | 0            | 0            | 4               | 1               | 0               | 0               | 23       | 2      | 0           | 0          |
| S. Ojong        | 12           | 1            | 1            | 0            | 4               | 1               | 0               | 0               | 16       | 2      | 1           | 0          |
| D. Pallas       | 10           | 1            | 1            | 0            | 0               | 0               | 0               | 0               | 10       | 1      | 1           | 0          |
| A. Portmann     | 1            | 0            | 0            | 0            | 0               | 0               | 0               | 0               | 1        | 0      | 0           | 0          |
| M. Raimondi     | 31           | 8            | 1            | 0            | 5               | 4               | 0               | 0               | 36       | 12     | 1           | 0          |
| M. Renggli      | 34           | 7            | 1            | 0            | 6               | 1               | 1               | 0               | 40       | 8      | 2           | 0          |
| I. Rodríguez    | 0            | 0            | 0            | 0            | 1               | 0               | 0               | 0               | 1        | 0      | 0           | 0          |
| A. Santos       | 15           | 1            | 1            | 0            | 5               | 2               | 0               | 0               | 20       | 3      | 1           | 0          |
| N. Savić        | 10           | 0            | 0            | 0            | 0               | 0               | 0               | 0               | 10       | 0      | 0           | 0          |
| L. Schenkel     | 3            | 0            | 0            | 0            | 0               | 0               | 0               | 0               | 3        | 0      | 0           | 0          |
| S. Sinani       | 0            | 0            | 0            | 0            | 0               | 0               | 0               | 0               | 0        | 0      | 0           | 0          |
| F. Stoller      | 4            | 0            | 0            | 0            | 0               | 0               | 0               | 0               | 4        | 0      | 0           | 0          |
| R. Zanni        | 18           | 0            | 0            | 0            | 0               | 0               | 0               | 0               | 18       | 0      | 0           | 0          |